# Danmarksdagen i Forum
Danmarksdagen i Forum er en dansk dokumentarfilm fra 1941 med ukendt instruktør.

## Handling
Operatenoren Aksel Schiøtz - der blev kaldt "Den danske Sanger" - synger til F.D.F Danmarksdagen i Forum 31. august 1941.